# Mort à 2020
Série
Mort à 2021
(2021)
Pour plus de détails, voir Fiche technique et Distribution.
Mort à 2020 (Death to 2020) est un film américain réalisé par Al Campbell et Alice Mathias, sorti en 2020. Il a pour suite Mort à 2021.

## Synopsis
Un retour sur l'année 2020, alors que le monde est en proie à la pandémie de Covid-19 et que les États-Unis vont élire un nouveau président. Le film mélange informations factuelles et parodiques.

## Fiche technique
- Titre : Mort à 2020
- Titre original : Death to 2020
- Réalisation : Al Campbell et Alice Mathias
- Scénario : Charlie Brooker, Annabel Jones (créateurs)
- Équipe d'écriture : Charlie Brooker, Tom Baker, Kemah Bob, Ken Bordell, Munya Chawawa, Constance Cheng, Alan Connor, Erika Ehler, Charlie George, Eli Goldstone, Mollie Goodfellow, Jason Hazeley, Angelo Irving, Kae Kurd, Alison Marlow, Thanyia Moore, Joel Morris et Michael Odewale
- Photographie : Jamie Cairney, Richard Sidey et Adam Silver
- Montage : Jason Boxall et Damon Tai
- Production : Tom Baker, Carl Craig et Nicola Heyman
- Société de production : Broke and Bones, Jesse Collins Entertainment, Netflix Studios et Netflix
- Pays :  États-Unis
- Genre : Comédie
- Durée : 70 minutes
- Dates de sortie : 
  -  États-Unis : 27 décembre 2020

## Distribution
- Samuel L. Jackson : Dash Bracket
- Hugh Grant : Tennyson Foss
- Lisa Kudrow : Jeanetta Grace Susan
- Kumail Nanjiani : Bark Multiverse
- Tracey Ullman : la Reine
- Samson Kayo (en) : Pyrex Flask
- Leslie Jones : Dr. Maggie Gravel
- Diane Morgan : Gemma Nerrick
- Cristin Milioti : Kathy Flowers
- Joe Keery : Duke Goolies
- Laurence Fishburne : le narrateur
- Angelo Irving : Boris Johnson
- Lily Sullivan : Amy
- Charlie Brooker : James (non crédité)

## Accueil
La critique a en majorité trouvé le film décevant.